# George II van Groot-Brittannië
George II August (Schloss Herrenhausen, Hannover, 10 november 1683 — Londen, 25 oktober 1760) was koning van Groot-Brittannië en Ierland en keurvorst van Hannover van 1727 tot zijn dood in 1760. Hij was de zoon van koning George I en diens vrouw Sophia Dorothea van Celle.
Hij is de laatste Britse monarch die buiten Groot-Brittannië geboren is. Hij stond bekend om zijn vele conflicten eerst met zijn vader en later met zijn zoon. Aan het begin van zijn regering had hij weinig politieke macht. Die lag toen veel meer in de handen van de eerste Britse politicus die als premier beschouwd kon worden, Robert Walpole.

## Jeugd
Koning George II werd geboren op 10 november 1683 als Georg August van Hannover. Hij was de zoon van George Lodewijk, in die tijd de erfprins van het Keurvorstendom Hannover, en van Sophia Dorothea van Celle. Koningin Anna van Groot-Brittannië, die in 1702 koningin was geworden, gaf George in 1705 de Britse nationaliteit. Hij werd in 1706 ridder in de Orde van de Kousenband. Tevens werd hij hertog van Cambridge, graaf van Milford Haven, burggraaf van Northallerton en baron van Tewkesbury. In 1708 nam hij deel aan de Slag bij Oudenaarde, en viel tijdens deze slag van zijn paard, maar overleefde het incident zonder ernstige verwondingen.

## Zoon van koning George I
Op 1 augustus 1714 stierf plotseling koningin Anna van Groot-Brittannië. Eigenlijk moest zij, volgens een wet uit 1701, opgevolgd worden door prinses Sophia van de Palts, een kleindochter van koning Jacobus I van Engeland via zijn dochter, prinses Elizabeth Stuart. Maar omdat Sophia twee maanden voor koningin Anna was overleden, werd haar oudste zoon Georg Ludwig als George I koning van Groot-Brittannië. Deze benoemde zijn zoon George tot Prins van Wales en graaf van Chester op 27 september 1714, kort nadat beiden in Engeland waren aangekomen.
George August had een ontzettend slechte verstandhouding met zijn vader en later ook met zijn eigen oudste zoon Frederik. Toen de prinses van Wales, Caroline, het leven schonk aan prins George Willem in 1717, bereikten de ruzies een hoogtepunt. Toen de prins van Wales zijn vader tijdens de doop van prins George Willem publiekelijk beledigde, werd hij tijdelijk gevangengezet. Later verbande de koning de prins van Wales van het St. James's Palace, de residentie van de koning, en George I sloot hem uit van alle openbare plechtigheden. Na de dood van George I bleek dat deze plannen had gekoesterd om zijn zoon naar de koloniën te verbannen.
George van Wales deed er alles aan om zijn vader tegen te werken, ook in politiek opzicht. Zijn Londense residentie, Leicester House, werd een beroemde ontmoetingsplaats voor mensen die tegen koning George I waren, waaronder Sir Robert Walpole en Charles Townshend, tweede Viscount van Townshend. In 1720 moedigde Walpole een verzoening tussen de koning en de prins van Wales aan. In hetzelfde jaar keerde Walpole terug in de Britse politiek, hij was namelijk sinds 1717 verbannen. Het jaar 1721 stond vooral bekend om de South Sea Bubble (South Sea staat voor Zuidzee Compagnie en Bubble is een hausse). Door deze politieke tegenslag kon Walpole opklimmen tot de machtigste positie in de regering. Walpole en zijn Whig Party waren dominant in de politiek van koning George I. De Tories zouden pas anderhalve eeuw later aan de macht komen. Walpole beheerste de Britse politiek, maar doordat hij zich aansloot bij de koning verloor hij de gunst van de Prins van Wales.

## Vroege regering

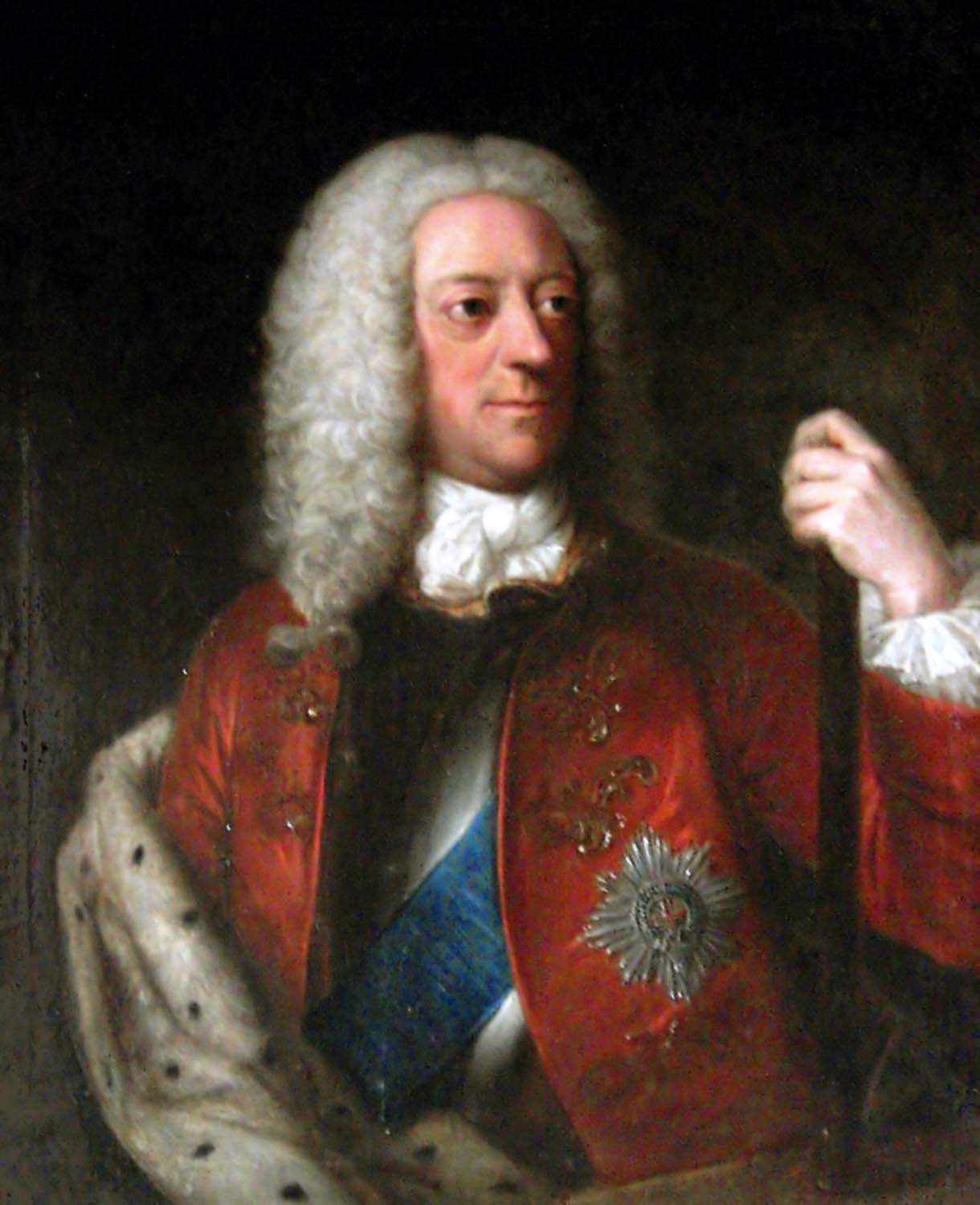
George II als koning

George van Wales volgde in 1727 als koning George II zijn vader op, die op 10 juni 1727 was overleden. George II werd op 4 oktober gekroond in de Westminster Abbey. De Duitse componist Georg Friedrich Händel kreeg de opdracht om nieuwe composities te schrijven voor de kroning (waaronder Zadok the Priest, een lied dat sindsdien tijdens elke kroning wordt gezongen). Het geruzie met zijn zoon prins Frederik bleef doorgaan, George II had zelfs plannen om zijn zoon te verbannen naar de Britse kolonies. Maar het gezonde verstand overwon en hij besloot dit niet te doen. Omdat Walpole zich al in 1721 had aangesloten bij George I én omdat George II Sir Spencer Compton boven Walpole verkoos om zijn toespraken te schrijven, werd alom gedacht dat de nieuwe koning Walpole zou verbannen en dat hij zou worden vervangen door Compton. Toen echter bleek dat Compton om steun in die taak verzocht bij Walpole, opperde koningin Caroline, een vurige aanhanger van Sir Robert, de bewering dat Compton incompetent was. George II ging akkoord met zijn vrouw en Walpole en laatstgenoemde bleef aan als eerste minister. Vanaf dat moment steunde de koning Walpole vaak. De koning creëerde 'peers' die zich hadden aangesloten bij de Whigs.
Zolang koningin Caroline nog in leven was, was de positie van Walpole veilig. Hij domineerde de binnenlandse politiek en had een grote stem in de buitenlandse politiek van de koning. George II was een voorstander van oorlog in Europa terwijl de premier in deze zaken vaak veel voorzichtiger was dan George II. Vandaar dat in 1729 een vredesverdrag met Spanje werd ondertekend. In 1732 werd dankzij de Britse generaal James Oglethorpe de naar George II vernoemde provincie Georgia in Brits Noord-Amerika gesticht (ook wel bekend als de Georgia Kolonie). In 1737 stichtte hij de Georg-August-Universität Göttingen in de Duitse stad Göttingen.
De relatie tussen George en zijn zoon, de prins van Wales, verslechterde in de jaren dertig van de 18e eeuw. Toen de prins van Wales in het huwelijk trad met prinses Augusta van Saksen-Gotha, barstte er een openlijke ruzie uit: de koning verbande de Prins van Wales en zijn familie van het Hof in 1737.
Nadat de koning zijn zoon verbannen had, verloor hij zijn vrouw. Koningin Caroline stierf op 20 november 1737. Koningin Caroline verzocht de koning om te hertrouwen, de koning reageerde als volgt: "Non, j'aurai des maîtresses!" (Frans voor: "Nee, ik zal maîtresses nemen!"). George had toen al een onwettig kind: Johan Lodewijk, graaf van Wallmoden-Gimborn (22 april 1736 - 10 oktober 1811). Johan Lodewijk was de zoon van Amalie von Wallmoden, gravin van Yarmouth (1704-1765). De beroemdste maîtresse van George II is Henrietta Howard, gravin van Suffolk, een hofdame van koningin Caroline (een lady of the bedchamber).

## Oorlogen

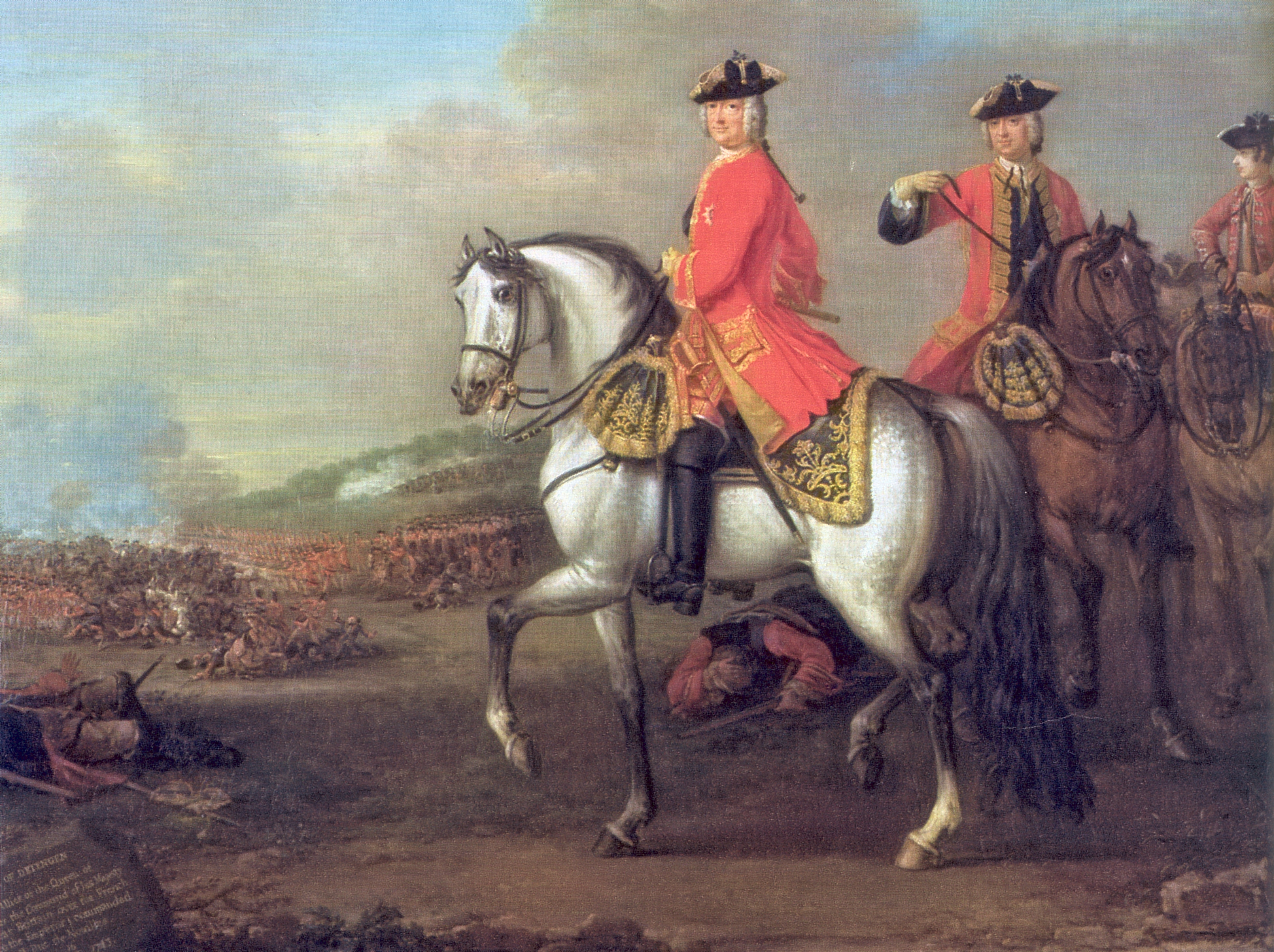
Koning George II tijdens de Slag om Dettingen

Tegen het advies van Walpole in, nam George II deel aan een nieuwe oorlog, de Oorlog van Jenkins' Ear. Deze oorlog werd gevoerd tussen Groot-Brittannië en Spanje in 1739. Een groot deel van Europa werd echter in 1740 in Oostenrijkse Successieoorlog gesleurd. Op 20 oktober 1740 was Keizer Karel VI van het Heilige Roomse Rijk overleden. Karel VI had echter geen zoons en daarom had deze een Pragmatieke Sanctie afgekondigd. In deze Sanctie stond dat de dochters van Karel VI recht hadden op de troon. De reden van de oorlog was dat vele landen Maria Theresia van Oostenrijk niet erkenden als de nieuwe keizerin. De oorlog tussen Spanje en Groot-Brittannië werd daarna snel een onderdeel van deze oorlog.
Zelfs Walpole was niet in staat om een Europees conflict van een dergelijke grootte te ontwijken. Hij moest ook in het parlement optornen tegen verscheidene politieke voorstanders van de oorlog. Die werden geleid door John, de baron van Carteret (later earl van Granville). Walpole werd uiteindelijk van verkiezingsfraude beschuldigd en ging in 1742 met pensioen, nadat hij meer dan twintig jaar als eerste minister had gediend. Hij werd vervangen door Spencer Compton, de eerste Earl van Wilmington. Hij was eigenlijk de eerste keuze van George II, maar dit werd toen tegengewerkt door koningin Caroline, omdat zij en Walpole goede vrienden waren. Lord Wilmington echter was meer een soort boegbeeld; de werkelijke macht lag in de handen van Lord Carteret. Toen Lord Wilmington in 1743 plotseling stierf, werd hij vervangen door Henry Pelham. De partij die voor deelname aan de Oostenrijkse oorlog was, werd geleid door lord Carteret die beweerde dat wanneer Maria Theresia er niet in slaagde om de Oostenrijkse troon te bemachtigen, de Franse macht in Europa te groot zou worden. George II stemde in om meer troepen naar het vasteland van Europa te sturen, zogenaamd ter ondersteuning van Maria Theresa, maar eigenlijk alleen maar om Hannover te verdedigen. Het Britse leger had al meer dan twintig jaar niet meer gevochten in grote Europese conflicten. Tijdens die periode had de Britse regering haar leger zwaar verwaarloosd. Niettemin zond de koning zijn troepen vol enthousiasme naar Europa. George II bezocht zijn troepen ook persoonlijk tijdens de slag om Dettingen in 1743. Daarmee was hij de laatste Britse monarch die zijn/of haar troepen persoonlijk bezocht. De troepen van George II werden geleid door zijn zoon, de hertog van Cumberland. De oorlog werd echter niet gesteund door het Britse volk, dat van mening was dat de Koning en Lord Carteret de belangen van Hannover boven die van Groot-Brittannië stelden.
De Franse tegenstanders van koning George II moedigden tijdens de Oostenrijkse Successieoorlog de jacobieten aan om een opstand tegen de koning te beginnen. De jacobieten waren de aanhangers van de Rooms-katholieke koning Jacobus II, die in 1689 was onttroond om vervangen te worden zijn protestantse dochter, Maria II en haar man Willem III van Oranje-Nassau. De zoon van Jacobus II, Jacobus Frans Eduard Stuart, beter bekend als de 'Old Pretender', had tot twee keer toe een opstand geleid. De eerste in 1715 beter bekend als The Fifteen, hij was toen al gevlucht naar Frankrijk en de tweede in 1719 beter bekend als The Nineteen, maar deze opstand was zo zwak dat die amper serieus genomen werd. De zoon van 'The Old Pretender', Karel Eduard Stuart, beter bekend onder zijn populaire bijnaam 'Bonnie Prince Charlie', leidde echter een veel fellere opstand, in de naam van zijn vader, in 1745.

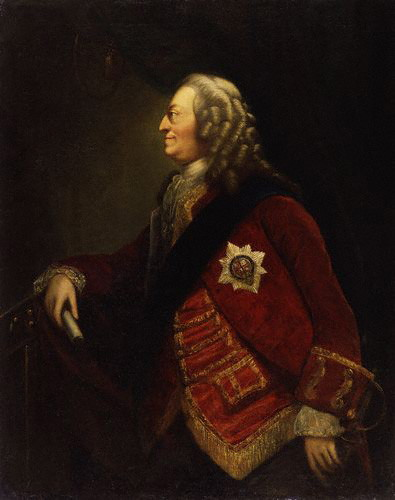
George II in zijn latere leven

Bonnie Prince Charlie landde in Schotland in juli 1745. Vele Schotten steunden hem in zijn zaak. Al was hij katholiek, het Huis Stuart was wel van Schotse afkomst. Hij versloeg de Britse troepen in september. Vervolgens probeerde hij Engeland binnen te trekken, maar daar stonden zelfs de katholieken niet positief tegen een invasie. De Franse koning Lodewijk XV beloofde Bonnie Prince Charlie twaalfduizend mannen te sturen om daarmee de opstand te steunen, maar uiteindelijk ging dit niet door. Een Brits leger onder aanvoering van de Hertog van Cumberland dreef de jacobitische manschappen terug naar Schotland. Op 16 april 1746 stonden Bonnie Prince Charlie en de Hertog van Cumberland tegenover elkaar tijdens de Slag bij Culloden, de laatste slag ooit gevochten op Brits grondgebied. De jacobitische troepen werden verslagen en Bonnie Prince Charlie vluchtte terug naar Frankrijk, maar vele van zijn Schotse volgelingen werden door het Britse leger gevangengenomen en vermoord. Het jacobitisme werd de kop in gedrukt en er werd nooit meer een serieuze poging meer gedaan om het Huis Stuart te herstellen op de troon.
De oorlog in Europa ging ondertussen door. Uiteindelijk werd er in 1748 een einde gemaakt aan de Oostenrijkse Successieoorlog en Maria Theresia werd erkend als aartshertogin van Oostenrijk, haar man Frans Stefan van Lotharingen was in 1745 keizer geworden. Maria Theresia was echter teleurgesteld in Groot-Brittannië en noemde dat land zelfs onbetrouwbaar.

## Latere regering en dood
Voor de rest van zijn leven was de interesse van George II in de politiek niet echt groot en spendeerde hij er ook niet veel tijd aan. Toen de prins van Wales plotseling stierf in 1751 volgde diens oudste zoon, prins George, hem meteen op als Hertog van Edinburgh. De nieuwe Hertog werd niet lang daarna verheven tot prins van Wales, kreeg daarna de positie als kroonprins en erkenning als opvolger van koning George II. Hoe dan ook, de douairière-prinses van Wales, Augusta van Saksen-Gotha, vertrouwde de koning niet en hield prins George ver weg van zijn grootvader.

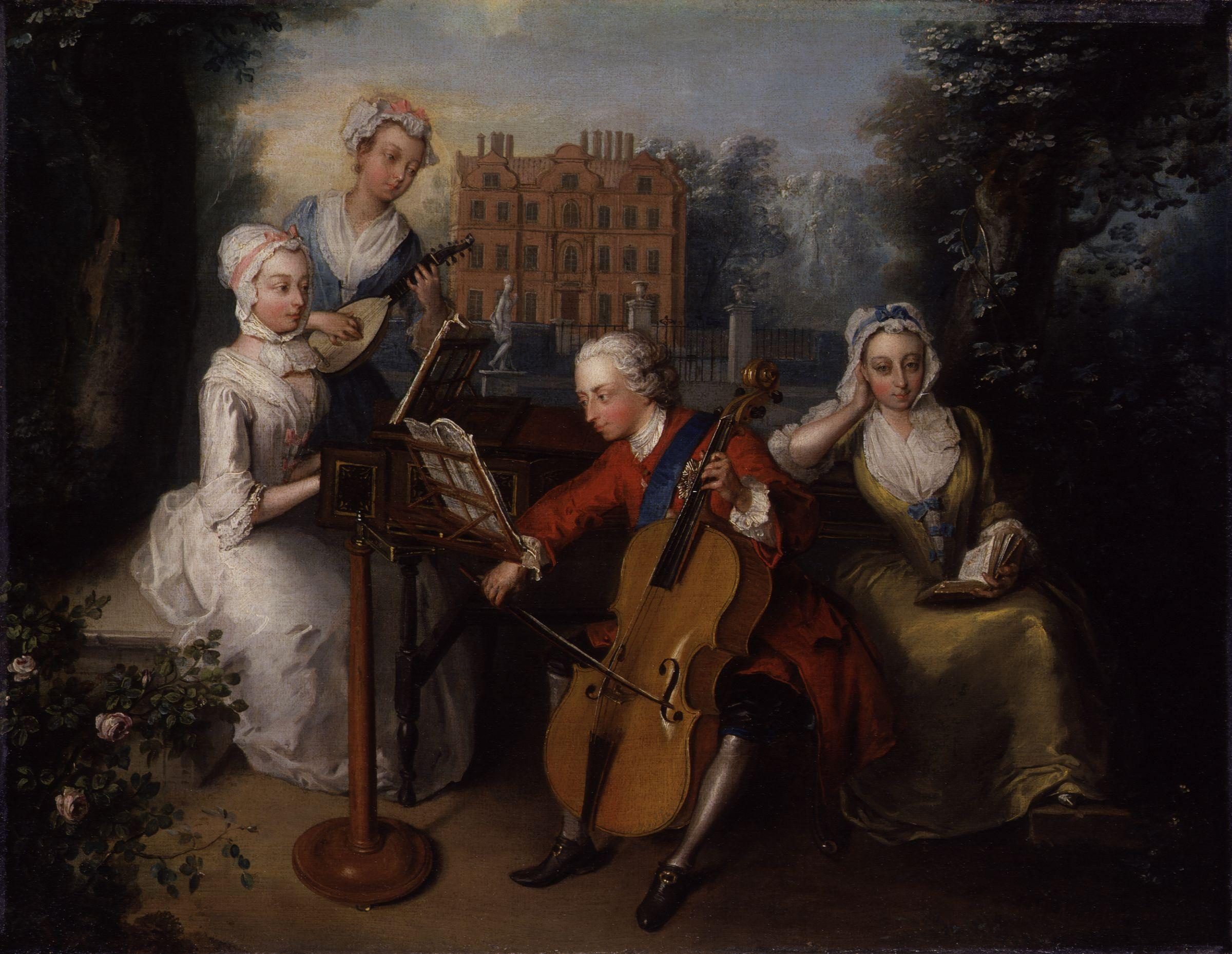
De vier oudste kinderen van George II. Van links naar rechts: prinses Anna, prinses Caroline, prins Frederik en prinses Amelia

Eerste minister Henry Pelham stierf in 1754 en werd toen opgevolgd door zijn broer, Thomas Pelham-Holles, de hertog van Newcastle-upon-Tyne. Thomas Pelham-Holles werd op zijn beurt opgevolgd door William Cavendish, de hertog van Devonshire in 1756. Een andere vermeldenswaardige eerste minister tijdens het bewind van George II was William Pitt de Oudere. William Pitt werd minister van Buitenlandse Zaken (in Engeland ook wel: Secretary of State for the Southern Department) in het kabinet van de hertog van Devonshire, maar de koning was echter niet zo blij met zijn aanstelling. Dit kwam doordat Pitt tegen de Oostenrijkse Successieoorlog was geweest, terwijl de koning juist ervoor was. Het koninklijk misnoegen werd alleen maar vergroot door de toespraken die Pitt voerde in 1757. In april van hetzelfde jaar werd hij ontslagen, maar later liet de koning hem terugkomen. Rond dezelfde tijd werd ook de Hertog van Newcastle-upon-Tyne voor een tweede keer Eerste Minister.
Als minister van Buitenlandse Zaken leidde William Pitt de Engelse politiek naar de Zevenjarige Oorlog. Deze oorlog werd ook wel gezien als het vervolg op de Oostenrijkse Successieoorlog. Maria Theresia van Oostenrijk, aartshertogin van Oostenrijk, sloot een verdrag met de traditionele vijanden van Oostenrijk, het Russische rijk van tsarina Elisabeth en het Frankrijk van koning Lodewijk XV. Daardoor werden ook Rusland en Oostenrijk vijanden van Groot-Brittannië en Hannover. George II vreesde dat deze alliantie van Oostenrijk, Frankrijk en Rusland Hannover zou binnenvallen en daardoor sloot koning George II een verdrag met koning Frederik II van Pruisen. Groot-Brittannië, Hannover en Pruisen stonden tegenover de grote Europese mogendheden Oostenrijk, Frankrijk, Rusland, Zweden (waar Adolf Frederik koning was) en het Keurvorstendom Saksen onder keurvorst Frederik Augustus II, eveneens koning van Polen. Daarentegen echter sloot het Koninkrijk Portugal van koning Jozef I zich aan bij Groot-Brittannië. De oorlog werd niet alleen gevoerd in Europa, maar ook in Noord-Amerika (waar de oorlog beter bekendstaat als de Franse en Indiaanse Oorlog) en in India.
George II stierf op 25 oktober 1760, nadat hij onwel geworden was op het toilet. Hij werd naar zijn bed gebracht en vroeg nog naar prinses Amelia, maar toen zij bij hem kwam was hij al overleden. Hij werd begraven in Westminster Abbey. Zijn kleinzoon volgde hem op als koning George III.

## Huwelijk en kinderen
Op 22 augustus 1705 trad George te Hannover in het huwelijk met markgravin Caroline van Brandenburg-Ansbach, een intelligente en aantrekkelijke vrouw, er waren vele mannen die om haar hand hadden gevraagd. Van Caroline werd eigenlijk verwacht dat ze zou trouwen met een Spaanse prins, maar zij weigerde. Dit kwam doordat zij anders haar protestantse geloof moest opgeven voor het Rooms-katholieke geloof. Zij kregen de volgende kinderen:
| Naam                                                     | Afbeelding | Geboren          | Overleden        | Huwelijk |
| -------------------------------------------------------- | ---------- | ---------------- | ---------------- | --- |
| Frederik Prins van Wales Kroonprins van Groot-Brittannië |            | 1 februari 1707  | 31 maart 1751    | Huwde in 1736 met Augusta van Saksen-Gotha. Hij werd vader van koning George III en koningin Caroline van Denemarken en Noorwegen.                          |
| Anna Princess Royal, Regentes der Nederlanden            |            | 2 november 1709  | 12 januari 1759  | Huwde in 1734 Willem IV van Oranje-Nassau. Werd moeder van Carolina en erfstadhouder Willem V.                                                              |
| Amelia Sophia Prinses van Groot-Brittannië               |            | 10 juni 1711     | 31 oktober 1786  | Bleef ongehuwd. |
| Caroline Prinses van Groot-Brittannië                    |            | 10 juni 1713     | 28 december 1757 | Bleef ongehuwd. |
| Augustus George Prins van Groot-Brittannië               | Geen       | 9 november 1716  | 9 november 1716  | |
| George Willem Prins van Groot-Brittannië                 | Geen       | 13 november 1717 | 17 februari 1718 | |
| Willem Hertog van Cumberland                             |            | 26 april 1721    | 31 oktober 1765  | Bleef ongehuwd. Brits generaal. |
| Maria Landgravin van Hessen-Kassel                       |            | 5 maart 1723     | 14 januari 1772  | Huwde in 1740 Frederik II van Hessen-Kassel, regerend landgraaf van Hessen-Kassel van 1760 tot 1782. Werd moeder van de latere Willem IX van Hessen-Kassel. |
| Louise Koningin van Denemarken en Noorwegen              |            | 7 december 1724  | 19 december 1751 | Huwde in 1743 de latere koning Frederik V van Denemarken. Werd moeder van koningin Sophia Magdalena van Zweden en koning Christiaan VII.                    |

## Kwartierstaat (voorouders)
| Frederik V van de Palts (1596-1632) | Frederik V van de Palts (1596-1632) | Frederik V van de Palts (1596-1632) | Frederik V van de Palts (1596-1632) | Frederik V van de Palts (1596-1632) | Frederik V van de Palts (1596-1632) |                                 |                                 | Elizabeth Stuart (1596-1662)    | Elizabeth Stuart (1596-1662)    | Elizabeth Stuart (1596-1662)              | Elizabeth Stuart (1596-1662)              | Elizabeth Stuart (1596-1662)              | Elizabeth Stuart (1596-1662)              |                                            |                                            | George van Brunswijk-Calenberg (1582-1641)      | George van Brunswijk-Calenberg (1582-1641)      | George van Brunswijk-Calenberg (1582-1641)      | George van Brunswijk-Calenberg (1582-1641)      | George van Brunswijk-Calenberg (1582-1641)      | George van Brunswijk-Calenberg (1582-1641)      |  |  | Anna Eleonora van Hessen-Darmstadt (1601-1659)   | Anna Eleonora van Hessen-Darmstadt (1601-1659)   | Anna Eleonora van Hessen-Darmstadt (1601-1659)   | Anna Eleonora van Hessen-Darmstadt (1601-1659)   | Anna Eleonora van Hessen-Darmstadt (1601-1659)   | Anna Eleonora van Hessen-Darmstadt (1601-1659)   |                                          |                                          | Alexandre d'Esmier d'Olbreuse (1608–1660) | Alexandre d'Esmier d'Olbreuse (1608–1660) | Alexandre d'Esmier d'Olbreuse (1608–1660) | Alexandre d'Esmier d'Olbreuse (1608–1660) | Alexandre d'Esmier d'Olbreuse (1608–1660) | Alexandre d'Esmier d'Olbreuse (1608–1660) |                                   |                                   | Jacquette Poussard du Bas-Vandré et du Saint-Marc (1610–1648) | Jacquette Poussard du Bas-Vandré et du Saint-Marc (1610–1648) | Jacquette Poussard du Bas-Vandré et du Saint-Marc (1610–1648) | Jacquette Poussard du Bas-Vandré et du Saint-Marc (1610–1648) | Jacquette Poussard du Bas-Vandré et du Saint-Marc (1610–1648) | Jacquette Poussard du Bas-Vandré et du Saint-Marc (1610–1648) |
| Frederik V van de Palts (1596-1632) | Frederik V van de Palts (1596-1632) | Frederik V van de Palts (1596-1632) | Frederik V van de Palts (1596-1632) | Frederik V van de Palts (1596-1632) | Frederik V van de Palts (1596-1632) |                                 |                                 | Elizabeth Stuart (1596-1662)    | Elizabeth Stuart (1596-1662)    | Elizabeth Stuart (1596-1662)              | Elizabeth Stuart (1596-1662)              | Elizabeth Stuart (1596-1662)              | Elizabeth Stuart (1596-1662)              |                                            |                                            | George van Brunswijk-Calenberg (1582-1641)      | George van Brunswijk-Calenberg (1582-1641)      | George van Brunswijk-Calenberg (1582-1641)      | George van Brunswijk-Calenberg (1582-1641)      | George van Brunswijk-Calenberg (1582-1641)      | George van Brunswijk-Calenberg (1582-1641)      |  |  | Anna Eleonora van Hessen-Darmstadt (1601-1659)   | Anna Eleonora van Hessen-Darmstadt (1601-1659)   | Anna Eleonora van Hessen-Darmstadt (1601-1659)   | Anna Eleonora van Hessen-Darmstadt (1601-1659)   | Anna Eleonora van Hessen-Darmstadt (1601-1659)   | Anna Eleonora van Hessen-Darmstadt (1601-1659)   |                                          |                                          | Alexandre d'Esmier d'Olbreuse (1608–1660) | Alexandre d'Esmier d'Olbreuse (1608–1660) | Alexandre d'Esmier d'Olbreuse (1608–1660) | Alexandre d'Esmier d'Olbreuse (1608–1660) | Alexandre d'Esmier d'Olbreuse (1608–1660) | Alexandre d'Esmier d'Olbreuse (1608–1660) |                                   |                                   | Jacquette Poussard du Bas-Vandré et du Saint-Marc (1610–1648) | Jacquette Poussard du Bas-Vandré et du Saint-Marc (1610–1648) | Jacquette Poussard du Bas-Vandré et du Saint-Marc (1610–1648) | Jacquette Poussard du Bas-Vandré et du Saint-Marc (1610–1648) | Jacquette Poussard du Bas-Vandré et du Saint-Marc (1610–1648) | Jacquette Poussard du Bas-Vandré et du Saint-Marc (1610–1648) |
|                                     |                                     |                                     |                                     |                                     |                                     |                                 |                                 |                                 |                                 |                                           |                                           |                                           |                                           |                                            |                                            |                                                 |                                                 |                                                 |                                                 |                                                 |                                                 |  |  |                                                  |                                                  |                                                  |                                                  |                                                  |                                                  |                                          |                                          |                                           |                                           |                                           |                                           |                                           |                                           |                                   |                                   |                                                               |                                                               |                                                               |                                                               |                                                               |                                                               |
|                                     |                                     |                                     |                                     |                                     |                                     |                                 |                                 |                                 |                                 |                                           |                                           |                                           |                                           |                                            |                                            |                                                 |                                                 |                                                 |                                                 |                                                 |                                                 |  |  |                                                  |                                                  |                                                  |                                                  |                                                  |                                                  |                                          |                                          |                                           |                                           |                                           |                                           |                                           |                                           |                                   |                                   |                                                               |                                                               |                                                               |                                                               |                                                               |                                                               |
|                                     |                                     |                                     |                                     | Sophia van de Palts (1630-1714)     | Sophia van de Palts (1630-1714)     | Sophia van de Palts (1630-1714) | Sophia van de Palts (1630-1714) | Sophia van de Palts (1630-1714) | Sophia van de Palts (1630-1714) |                                           |                                           |                                           |                                           |                                            |                                            | Ernst August van Brunswijk-Lüneburg (1629-1698) | Ernst August van Brunswijk-Lüneburg (1629-1698) | Ernst August van Brunswijk-Lüneburg (1629-1698) | Ernst August van Brunswijk-Lüneburg (1629-1698) | Ernst August van Brunswijk-Lüneburg (1629-1698) | Ernst August van Brunswijk-Lüneburg (1629-1698) |  |  | George Willem van Brunswijk-Lüneburg (1624-1705) | George Willem van Brunswijk-Lüneburg (1624-1705) | George Willem van Brunswijk-Lüneburg (1624-1705) | George Willem van Brunswijk-Lüneburg (1624-1705) | George Willem van Brunswijk-Lüneburg (1624-1705) | George Willem van Brunswijk-Lüneburg (1624-1705) |                                          |                                          |                                           |                                           |                                           |                                           | Eleonora van Olbreuze (1639-1722)         | Eleonora van Olbreuze (1639-1722)         | Eleonora van Olbreuze (1639-1722) | Eleonora van Olbreuze (1639-1722) | Eleonora van Olbreuze (1639-1722)                             | Eleonora van Olbreuze (1639-1722)                             |                                                               |                                                               |                                                               |                                                               |
|                                     |                                     |                                     |                                     | Sophia van de Palts (1630-1714)     | Sophia van de Palts (1630-1714)     | Sophia van de Palts (1630-1714) | Sophia van de Palts (1630-1714) | Sophia van de Palts (1630-1714) | Sophia van de Palts (1630-1714) |                                           |                                           |                                           |                                           |                                            |                                            | Ernst August van Brunswijk-Lüneburg (1629-1698) | Ernst August van Brunswijk-Lüneburg (1629-1698) | Ernst August van Brunswijk-Lüneburg (1629-1698) | Ernst August van Brunswijk-Lüneburg (1629-1698) | Ernst August van Brunswijk-Lüneburg (1629-1698) | Ernst August van Brunswijk-Lüneburg (1629-1698) |  |  | George Willem van Brunswijk-Lüneburg (1624-1705) | George Willem van Brunswijk-Lüneburg (1624-1705) | George Willem van Brunswijk-Lüneburg (1624-1705) | George Willem van Brunswijk-Lüneburg (1624-1705) | George Willem van Brunswijk-Lüneburg (1624-1705) | George Willem van Brunswijk-Lüneburg (1624-1705) |                                          |                                          |                                           |                                           |                                           |                                           | Eleonora van Olbreuze (1639-1722)         | Eleonora van Olbreuze (1639-1722)         | Eleonora van Olbreuze (1639-1722) | Eleonora van Olbreuze (1639-1722) | Eleonora van Olbreuze (1639-1722)                             | Eleonora van Olbreuze (1639-1722)                             |                                                               |                                                               |                                                               |                                                               |
|                                     |                                     |                                     |                                     |                                     |                                     |                                 |                                 |                                 |                                 | George I van Groot-Brittannië (1660-1727) | George I van Groot-Brittannië (1660-1727) | George I van Groot-Brittannië (1660-1727) | George I van Groot-Brittannië (1660-1727) | George I van Groot-Brittannië (1660-1727)  | George I van Groot-Brittannië (1660-1727)  |                                                 |                                                 |                                                 |                                                 |                                                 |                                                 |  |  |                                                  |                                                  |                                                  |                                                  |                                                  |                                                  | Sophia Dorothea van Celle (1666–1727)    | Sophia Dorothea van Celle (1666–1727)    | Sophia Dorothea van Celle (1666–1727)     | Sophia Dorothea van Celle (1666–1727)     | Sophia Dorothea van Celle (1666–1727)     | Sophia Dorothea van Celle (1666–1727)     |                                           |                                           |                                   |                                   |                                                               |                                                               |                                                               |                                                               |                                                               |                                                               |
|                                     |                                     |                                     |                                     |                                     |                                     |                                 |                                 |                                 |                                 | George I van Groot-Brittannië (1660-1727) | George I van Groot-Brittannië (1660-1727) | George I van Groot-Brittannië (1660-1727) | George I van Groot-Brittannië (1660-1727) | George I van Groot-Brittannië (1660-1727)  | George I van Groot-Brittannië (1660-1727)  |                                                 |                                                 |                                                 |                                                 |                                                 |                                                 |  |  |                                                  |                                                  |                                                  |                                                  |                                                  |                                                  | Sophia Dorothea van Celle (1666–1727)    | Sophia Dorothea van Celle (1666–1727)    | Sophia Dorothea van Celle (1666–1727)     | Sophia Dorothea van Celle (1666–1727)     | Sophia Dorothea van Celle (1666–1727)     | Sophia Dorothea van Celle (1666–1727)     |                                           |                                           |                                   |                                   |                                                               |                                                               |                                                               |                                                               |                                                               |                                                               |
|                                     |                                     |                                     |                                     |                                     |                                     |                                 |                                 |                                 |                                 |                                           |                                           |                                           |                                           |                                            |                                            |                                                 |                                                 |                                                 |                                                 |                                                 |                                                 |  |  |                                                  |                                                  |                                                  |                                                  |                                                  |                                                  |                                          |                                          |                                           |                                           |                                           |                                           |                                           |                                           |                                   |                                   |                                                               |                                                               |                                                               |                                                               |                                                               |                                                               |
|                                     |                                     |                                     |                                     |                                     |                                     |                                 |                                 |                                 |                                 |                                           |                                           |                                           |                                           |                                            |                                            |                                                 |                                                 |                                                 |                                                 |                                                 |                                                 |  |  |                                                  |                                                  |                                                  |                                                  |                                                  |                                                  |                                          |                                          |                                           |                                           |                                           |                                           |                                           |                                           |                                   |                                   |                                                               |                                                               |                                                               |                                                               |                                                               |                                                               |
|                                     |                                     |                                     |                                     |                                     |                                     |                                 |                                 |                                 |                                 |                                           |                                           |                                           |                                           | George II van Groot-Brittannië (1683-1760) | George II van Groot-Brittannië (1683-1760) | George II van Groot-Brittannië (1683-1760)      | George II van Groot-Brittannië (1683-1760)      | George II van Groot-Brittannië (1683-1760)      | George II van Groot-Brittannië (1683-1760)      |                                                 |                                                 |  |  |                                                  |                                                  | Sophia Dorothea van Hannover (1687-1757)         | Sophia Dorothea van Hannover (1687-1757)         | Sophia Dorothea van Hannover (1687-1757)         | Sophia Dorothea van Hannover (1687-1757)         | Sophia Dorothea van Hannover (1687-1757) | Sophia Dorothea van Hannover (1687-1757) |                                           |                                           |                                           |                                           |                                           |                                           |                                   |                                   |                                                               |                                                               |                                                               |                                                               |                                                               |                                                               |

- Bibsys: 6081415
- Biblioteca Nacional de España: XX1366872
- Bibliothèque nationale de France: cb131888654 (data)
- Catàleg d'autoritats de noms i títols de Catalunya: 981058614672206706
- CiNii: DA0892792X
- Digitale Bibliotheek voor de Nederlandse Letteren: geor007
- Gemeinsame Normdatei: 118538543
- International Standard Name Identifier: 0000 0001 2101 109X
- Library of Congress Control Number: n83041856
- Nationale Bibliotheek van Tsjechië: xx0200203
- Nationale Bibliotheek van Israël: 987007300966305171
- Nationale Bibliotheek van Polen: a0000001912109
- Nederlandse Thesaurus van Auteursnamen: 070497427
- Istituto Centrale per il Catalogo Unico: MILV317060
- LIBRIS: 209669
- SNAC: w6cr5v3d
- Système universitaire de documentation: 035427655
- Museum of New Zealand Te Papa Tongarewa: 65578
- Union List of Artist Names: 500353655
- Virtual International Authority File: 150145970160432251322
- WorldCat: E39PBJjXhCHHJPwFwwwhxRRVG3